# Barbara Enrichi
Barbara Enrichi (Firenze, 14 aprile 1961) è un'attrice e regista italiana.

## Biografia
Dal 1983 frequenta alcuni laboratori teatrali annuali condotti dal regista Ugo Chiti, recitando in molti spettacoli della Compagnia Arca Azzurra, formandosi con un'esperienza di oltre quindici anni. Inizia la sua carriera cinematografica con il debutto, nel ruolo di Cinzia, nel film Benvenuti in casa Gori di Alessandro Benvenuti (1990) a cui fanno seguito una serie di film, Donne con le gonne di Francesco Nuti e I laureati di Leonardo Pieraccioni. Con Pieraccioni interpreta anche Il ciclone (1996), film campione d'incassi insieme a Fuochi d'artificio (1997).

Barbara Enrichi assieme a Leonardo Pieraccioni, Massimo Ceccherini e Sergio Forconi, nell'estate 1996 sul set del film Il ciclone

Con Il ciclone, Barbara Enrichi vince il premio David di Donatello (1997) come miglior attrice non protagonista. Viene candidata, sempre per il ruolo di Selvaggia, al Nastro d'argento (1997). Nonostante il grande successo sia arrivato con i ruoli comici, è in grado di affrontare anche ruoli drammatici, grazie alla sua esperienza maturata in teatro con Ugo Chiti con cui nel 1996 interpreta il film Albergo Roma, che viene presentato con successo alla 53ª Mostra internazionale d'arte cinematografica di Venezia.
Nel 1996 interpreta il film Ritorno a casa Gori di Alessandro Benvenuti e nel 1998 il film Prima la musica, poi le parole di Fulvio Wetzl, I volontari di Domenico Costanzo e Donne in bianco di Tonino Pulci. Di seguito interpreta il film Il cielo cade (2000), con la regia dei fratelli Andrea e Antonio Frazzi, con l'opportunità di lavorare a fianco di attori internazionali, quali Isabella Rossellini e Jeroen Krabbé. Dal 1999 al 2002 recita in teatro nello spettacolo Contorno & Rosina, scritto e diretto da Alessandro Benvenuti e nella stagione dal 2005 al 2008 è in tournée con lo spettacolo teatrale Kvetch di Steven Berkoff.
Dal 2005 Barbara Enrichi si dedica anche all'insegnamento della recitazione cinematografica. Dal 2014 è docente di direzione attori al Centro sperimentale di cinematografia - sede Lombardia. Nel 2006 scrive il libro In fondo alla passione, pubblicato da Stranamore Editore in forma di atto unico per il teatro. In TV compare a fianco di Eraldo Turra nella pubblicità di Conad dal 2006, nel film TV Tutti i rumori del mondo (2007), con la regia di Tiziana Aristarco, nella serie televisiva Medicina generale (2008), con la regia di Francesco Miccichè, in miacarabefana.it, con la regia di Lodovico Gasparini e nella serie televisiva Il commissario Manara 2 (2010) di Luca Ribuoli.
Nel 2009 è sul grande schermo nel film Genitori & figli - Agitare bene prima dell'uso di Giovanni Veronesi. Nel 2010 firma la regia del docufilm vvff si racconta, sul Vittorio Veneto Film Festival di Cinema Internazionale per ragazzi e le viene assegnato il "premio alla carriera Sorelle Grammatica - Il tempo perduto e ritrovato". Nel 2011 partecipa al film Amici miei... come tutto ebbe inizio di Neri Parenti, interpretando Margarita, l'ostessa moglie di Giorgio Panariello, proprietaria dell'omonima locanda. Nella stagione teatrale 2011-2012 è impegnata con lo spettacolo L'abissina - Paesaggio con figure di Ugo Chiti, lavorando a fianco dell'attrice napoletana Isa Danieli, nel ruolo di sua figlia Giacinta. Nel 2014 Barbara Enrichi interpreta il ruolo di Brunella nel film Maremmamara (2016) di Lorenzo Renzi. Nel 2017 Barbara Enrichi interpreta i personaggi protagonisti nei tre atti unici di Aldo Nicolaj nello spettacolo teatrale Bitter comedy, con la regia di Marco Alberghini. Nel 2018 interpreta Elena nel film Forse è solo mal di mare di Simona De Simone e nel 2019 interpreta la vicina di casa di Geppetto nel film Pinocchio di Matteo Garrone.

## Filmografia

### Attrice

#### Cinema
- Benvenuti in casa Gori, regia di Alessandro Benvenuti (1990)
- Donne con le gonne, regia di Francesco Nuti (1991)
- Caino e Caino, regia di Alessandro Benvenuti (1992)
- I laureati, regia di Leonardo Pieraccioni (1995)
- Albergo Roma, regia di Ugo Chiti (1996)
- Ritorno a casa Gori, regia di Alessandro Benvenuti (1996)
- Il ciclone, regia di Leonardo Pieraccioni (1996)
- Fuochi d'artificio, regia di Leonardo Pieraccioni (1997)
- I volontari, regia di Domenico Costanzo (1998)
- Donne in bianco, regia di Tonino Pulci (1998)
- Prima la musica, poi le parole, regia di Fulvio Wetzl (1998)
- Il cielo cade, regia di Andrea e Antonio Frazzi (2000)
- Ti amo in tutte le lingue del mondo, regia di Leonardo Pieraccioni (2005)
- La vida es un carnaval, regia di Samuele Sbrighi (2006)
- Via Varsavia, regia di Emiliano Cribari (2006)
- La rabbia, regia di Louis Nero (2007)
- Cenci in Cina, regia di Marco Limberti (2007)
- In carne e ossa, regia di Christian Angeli (2009)
- Genitori & figli - Agitare bene prima dell'uso, regia di Giovanni Veronesi (2009)
- Amici miei... come tutto ebbe inizio, regia di Neri Parenti (2010)
- La città ideale, regia di Luigi Lo Cascio (2012)
- La brutta copia, regia di Massimo Ceccherini (2013)
- Maremmamara, regia di Lorenzo Renzi (2016)
- Forse è solo mal di mare, regia di Simona De Simone (2019)
- Pinocchio, regia di Matteo Garrone (2019)
- La ballata dei gusci infranti, regia di Federica Biondi (2022)
- Fatti vedere, regia di Tiziano Russo (2024)

#### Televisione
- Ciro, il figlio di Target – programma TV (1999)
- Don Matteo – serie TV, episodio 2x01 (2001)
- O la va, o la spacca, regia di Francesco Massaro – miniserie TV, 7 episodi (2004)
- Tutti i rumori del mondo, regia di Tiziana Aristarco – film TV (2007)
- Medicina generale – serie TV (2008)
- Miacarabefana.it, regia di Lodovico Gasparini – film TV (2009)
- Il mostro di Firenze, regia di Antonello Grimaldi – miniserie TV, 1 episodio (2009)
- Indovina chi viene a cena... – programma TV (2009)
- Il commissario Manara – serie TV, episodio 2x08 (2011)
- I delitti del BarLume – serie TV, 1 episodio (2022)

### Regista
- Vvff si racconta – documentario (2010)[1]
- Variabili femminili – documentario (2012)[2]

## Teatro
- Volta la carta… ecco la casa, testo e regia di Ugo Chiti (1983)
- Carmina Vini, testo e regia di Ugo Chiti (1984)
- Equinozio, regia di Ugo Chiti (1986)
- Allegretto, perbene… ma non troppo, testo e regia di Ugo Chiti (1987)
- In punta di cuore, testo e regia di Ugo Chiti (1988)
- La provincia di Jimmy, testo e regia di Ugo Chiti (1989)
- Emma, il ridicolo della vita, testo e regia di Ugo Chiti (1991)
- Paesaggio con figure, testo e regia di Ugo Chiti (1993)
- Gian Burrasca, un monello in casa Stoppani, regia di Angelo Savelli (1993-1994)
- Contorno e Rosina, testo e regia di Alessandro Benvenuti (1999-2000-2001)
- Kvetch, di Steven Berkoff regia di Eleonora Cremascoli (2005-2006-2007)
- Madame, regia di Massimo Stinco (2008)
- L'abissina - Paesaggio con figure, testo e regia di Ugo Chiti (2011)
- Bitter comedy, tre atti unico di Aldo Nicolaj regia di Marco Alberghini (2017)

## Opere
- In fondo alla passione, Stranamore Editore, 2008.

## Riconoscimenti
- David di Donatello
  - 1997 – Migliore attrice non protagonista per Il ciclone[3]

- Nastro d'argento
  - 1997 – Candidatura alla migliore attrice non protagonista per Il ciclone

- Ciak d'oro
  - 1997 – Candidatura alla migliore attrice non protagonista per Il ciclone

### Altri premi
- 1997 – Premio Renzo Montagnani - I toscani del cinema, televisione e spettacolo
- 1997 – Premio Chiavi d'oro del successo per Il ciclone
- 1997 – Premio Chiavi d'oro del successo per Fuochi d'artificio
- 1998 – Premio Cerase d'oro come attrice rivelazione
- 2010 – Premio alla carriera Sorelle Gramatica - Il tempo perduto e ritrovato
- 2011 – Premio Spiga d'argento - Meriti d'attrice
- 2012 – Premio Speciale Pagnana come migliore attrice toscana
- 2012 – NettunoPhotoFestival - Premio Artista e Spettacolo
- 2015 – Prato Film Festival - Premio Città di Prato e Prato Film Festival, targa Tributo a Piero De Bernardi & Leo Benvenuti, Assessorato alla Cultura città di Prato, 100 anni di Mario Monicelli
- 2019 – Premio miglior attrice non protagonista per il film Forse è solo mal di mare e Ritorno alla mia vita/ Maremmamara alla 23ª Edizione del Terra di Siena International Film Festival
- 2019 – Premio alla carriera alla 23ª Edizione del Terra di Siena International Film Festival
- 2024 - Premio Città di Prato al Prato Film Festival per l'interpretazione nel ruolo di Cinzia nel film Benvenuti in casa Gori di Alessandro Benvenuti